# American Gothic (serial telewizyjny)
American Gothic – amerykański serial telewizyjny (dramat, kryminał, thriller)  wyprodukowany przez Amblin Television, CBS Television Studios oraz  Full Fathom Five. Twórcami serialu są Corinne Brinkerhoff i James Frey. American Gothic był emitowany od 22 czerwca 2016 roku do 7 września 2016 roku przez CBS.
W Polsce serial był udostępniony w ramach usługi VOD Seriale+ platformy nc+ od 4 sierpnia 2016 roku. 18 października 2016 roku stacja CBS ogłosiła anulowanie serialu po jednym sezonie.

## Fabuła
Serial skupia się na bostońskiej rodzinie Hawthornów, która odkrywa, że niedawno zmarły ojciec rodziny był seryjnym mordercą. Wychodzi na jaw, że ktoś z rodziny, kto żyje był jego wspólnikiem.

## Obsada

### Główna
- Justin Chatwin jako Cam Hawthorne[3]
- Megan Ketch jako Tessa Hawthorne[3]
- Antony Starr jako Garrett Hawthorne[4]
- Juliet Rylance jako Alison[5]
- Stephanie Leonidas jako Sophie[5]
- Gabriel Bateman jako Jack Hawthorne[5]

### Drugoplanowe
- Virginia Madsen jako Madeline[6]
- Eliot Knight jako Brady[7]
- Bethany Joy Lenz jako April[8]

## Odcinki
| Sezon | Sezon | Odcinki | Oryginalna emisja CBS | Oryginalna emisja CBS | Oryginalna emisja | Oryginalna emisja | Oryginalna emisja |
| Sezon | Sezon | Odcinki | Premiera sezonu       | Finał sezonu          | Premiera sezonu   | Finał sezonu      |                   |
| ----- | ----- | ------- | --------------------- | --------------------- | ----------------- | ----------------- | ----------------- |
|       | 1     | 13      | 22 czerwca 2016       | 7 września 2016       | nieemitowany      | nieemitowany      |                   |

### Sezon 1 (2016)
| #  | Tytuł                         | Reżyseria         | Scenariusz                           | Premiera CBS     | Premiera PL  |
| -- | ----------------------------- | ----------------- | ------------------------------------ | ---------------- | ------------ |
| 1  | Arrangement in Grey and Black | Matt Shakman      | Corinne Brinkerhoff                  | 22 czerwca 2016  | nieemitowany |
| 2  | Jack-in-the-Pulpit            | Greg Beeman       | Corinne Brinkerhoff                  | 29 czerwca 2016  | nieemitowany |
| 3  | Nighthawks                    | David Straiton    | Meredith Averill                     | 6 lipca 2016     | nieemitowany |
| 4  | Christina's World             | P. J. Pesce       | Lawrence Broch                       | 13 lipca 2016    | nieemitowany |
| 5  | The Artist in His Museum      | Hanelle Culpepper | Lauren MacKenzie, Andrew Gettens     | 20 lipca 2016    | nieemitowany |
| 6  | The Chess Players             | Edward Ornelas    | Allen MacDonald                      | 27 lipca 2016    | nieemitowany |
| 7  | The Gross Clinic              | Steph Green       | Aaron Fullerton                      | 3 sierpnia 2016  | nieemitowany |
| 8  | The Kindred Spirits           | Lexi Alexander    | Deidre Shaw                          | 10 sierpnia 2016 | nieemitowany |
| 9  | The Oxbow                     | Doug Aarniokoski  | Lawrence Broch                       | 17 sierpnia 2016 | nieemitowany |
| 10 | The Veteran in a new Field    | David Barrett     | Aaron Fullerton                      | 24 sierpnia 2016 | nieemitowany |
| 11 | Freedom From Fear             | Jet Wilkinson     | Andrew Gettens, Lauren MacKenzie     | 31 sierpnia 2016 | nieemitowany |
| 12 | Madame X                      | Ed Ornelas        | Allen MacDonald, Lauren Goodman      | 7 września 2016  | nieemitowany |
| 13 | Whistler's Mother             | Greg Beeman       | Corinne Brinkerhoff, Aaron Fullerton | 7 września 2016  | nieemitowany |

## Produkcja
11 października 2015 roku stacja CBS ogłosiła zamówienie pierwszego sezonu serialu American Gothic. W grudniu 2015 roku ogłoszono, że główne role w serialu zagrają: Justin Chatwin i Megan Ketch. W styczniu 2016 roku do serialu dołączyli: Antony Starr, Juliet Rylance, Stephanie Leonidas, Gabriel Bateman oraz Virginia Madsen.
W lutym 2016 roku ogłoszono, że do projektu dołączył Eliot Knight.
W czerwcu 2016 roku gwiazda Pogody na miłość, Bethany Joy Lenz dołączyła do obsady w roli powracającej